# Дитто, Бет
Бет Дитто (англ. Beth Ditto, настоящее имя Мэри Бет Паттерсон, англ. Mary Beth Patterson; родилась 19 февраля 1981 в Серси, Арканзас) — американская певица, автор песен. Приобрела популярность благодаря своей работе с инди-рок группой Gossip, которую покинула в феврале 2016.

## Биография
Бет Дитто стала известна благодаря своему мощному вокалу и запоминающимся текстам. Являлась солисткой группы «Gossip», играющей в стиле дэнс-панк-рок. Группа была образована в 2000 году. Свои первые репетиции проводила в холодном подвале города Олимпия, штат Вашингтон. За время существования группа записала пять студийных альбомов и 3 мини-альбома.
Ходит немало слухов о её нетрадиционной закулисной жизни, хотя Бет и не скрывает, что она лесбиянка. Резко критикует современную моду на анорексию.
Как утверждает сама Бет Дитто, она не бреет подмышки и не пользуется дезодорантом. Является ярой феминисткой. Дитто — поклонница группы X-Ray Spex. Утверждает, что если ей предложат на выбор выступать на концерте совместно с Led Zeppelin или X-Ray Spex, она выберет последних. Бет поддерживает тесные отношения с участницей группы Scissor Sisters Аной Матроник.
Бет часто выступает в различных ток-шоу. Она освещала фестиваль в Гластонбери 24 июня 2007 года, а 28 сентября появилась в программе «В пятницу вечером с Джонатаном Россом» на канале BBC One. Кроме этого она не стесняется сниматься обнаженной, показывая, что и полные женщины могут быть сексуальными и привлекательными. Впервые обнаженной Бет Дитто появилась на обложке журнала «New Musical Express». Также её фотографии были на обложках журналов «Bust», «Dazed & Confused», «Love», посвящённых стилю звёзд, и гей-журнала «Out Magazine».
После откровенных фотосессий Бет Дитто задумалась о создании своей коллекции одежды. Она получила несколько предложений, и согласилась поработать в качестве приглашенного дизайнера. В 2009 году в магазинах «Evans» вышла в продажу первая именная коллекция для полных людей «Beth Ditto for Evans». В работе над этой коллекцией Дитто помогала главный дизайнер «Evans» — Лиза Мария Пикок.
В 2006 году Бет Дитто получила награду «NME» в номинации «крутейшая персона рока». В 2007 году она была номинирована на премию «самая сексуальная женщина года» по мнению «NME Awards». В 2008 году Дитто стала обладательницей премии «Glamour Awards» в номинации «Международный артист года».
Запись альбома «Gossip», который называется «Music For Men», закончилась для Бет Дитто депрессией. По её словам, записав последний трек, она почувствовала, будто ребёнок покинул её тело, стало грустно и одиноко. В то же время забота о новом альбоме наполняют её радостью и положительными эмоциями.
В настоящее время Бет Дитто живёт в Портленде, штат Орегон.
Бет Дитто активно интересуется модной индустрией. В 2010 году Бет Дитто открывала показ Жана-Поля Готье Jean Paul Gaultier SS 2011. Выпустила две коллекции одежды для марки Эванс (англ. Evans (clothing)). В 2011 году выпустила мини-альбом "«Beth Ditto EP».
В 2013 году совместно с группой Blondie записала песню A Rose By Any Other Name, которая войдет в новый альбом Blondie "Ghosts of Download".
В августе 2014 года был выпущен сингл сингл Running Low от Netsky, в котором Бет приняла участие.
В 2016 году выпустила собственную линию одежды для женщин с пышными формами.

## Личная жизнь
Бет — открытая лесбиянка. В июле 2013 года Дитто женилась на Кристин Огате, их свадьба прошла на Гавайях на острове Мауи. Брак был официально зарегистрирован на территории США 1 января 2015 года.

## Дискография

### «Beth Ditto EP» (2011)

#### Список композиций
1. «Do You Need Someone» — 6’04
2. «Goodnight, Good Morning» — 7’00
3. «I Wrote The Book» — 3’57
4. «Open Heart Surgery» — 5’40

| Год  | Чарт                          | Место |
| ---- | ----------------------------- | ----- |
| 2011 | Australian ARIA Singles Chart | 86    |

### Синглы
| 2011            | «I Wrote the Book»                                     | 76  | 14 | Beth Ditto EP      |
| Участие в песне |                                                        |     |    |                    |
| 2010            | «Cruel Intentions» (Simian Mobile Disco ft Beth Ditto) | 142 | -  | Temporary Pleasure |

## Награды и номинации
- 2006 — NME — Coolest Person In Rock — Победила
- 2007 — NME Awards — Sexiest Woman Of The Year — Номинирована
- 2008 — Glamour Awards — International Artist Of The Year — Победила